# Anthurium crenatum
Anthurium crenatum är en kallaväxtart som först beskrevs av Carl von Linné, och fick sitt nu gällande namn av Carl Sigismund Kunth. Anthurium crenatum ingår i släktet Anthurium och familjen kallaväxter. Inga underarter finns listade.